# Anjerperk Vondelpark
Het Anjerperk is een monumentje in het Vondelpark, Amsterdam-Zuid.

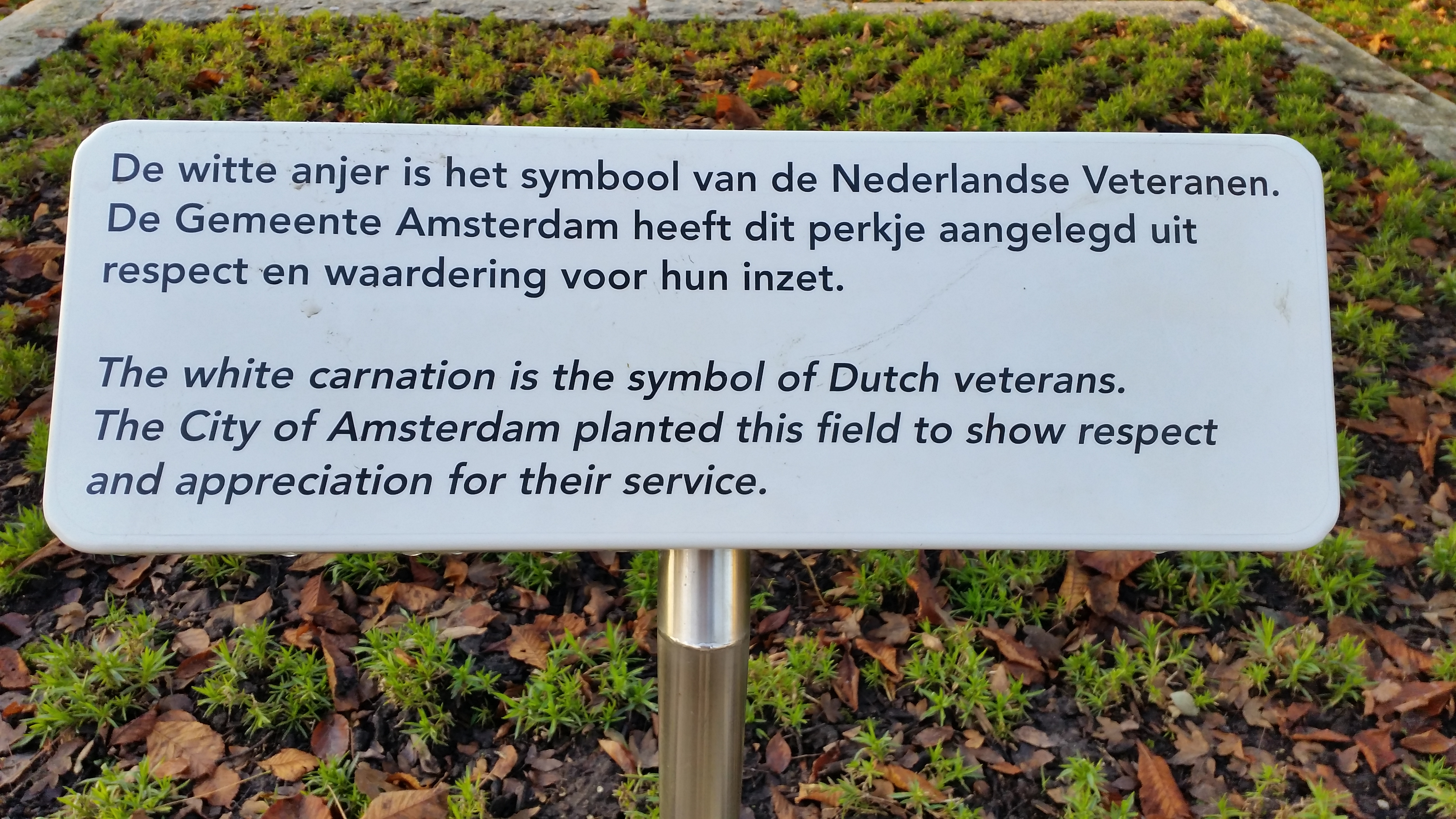
Bordje bij Anjerperk

Het perkje werd op 28 juni 2019 onthuld; een dag voor de landelijke veteranendag. Het maakt deel uit van een initiatief van de  Stichting Nationale Veteranendag om vanwege de Anjerdag overal in den lande perkjes aan te leggen met anjers ter nagedachtenis aan veteranen. Burgemeester Femke Halsema kon het initiatief waarderen, zodat een klein perkje ingericht kon worden in genoemd park. 
In mei 2025 hadden al 222 gemeenten een Witte Anjer Perk.